# Kerrith Brown
Kerrith Brown (* 11. Juli 1962 in Wolverhampton) ist ein ehemaliger britischer Judoka.
Er nahm 1984 an den Olympischen Spielen teil. In Los Angeles gewann er im Leichtgewicht die Bronzemedaille. 1985 gewann er bei den Europameisterschaften Bronze. Bei den Europameisterschaften 1986 wurde Brown Vize-Europameister. Im gleichen Jahr siegte er auch für England bei den Commonwealth Games. Bei den Weltmeisterschaften 1987 gewann er Bronze. Dritter war er auch bei den Olympischen Spielen 1988 in Seoul. Allerdings wurde er bei den Dopingkontrolle positiv auf Furosemid getestet und disqualifiziert.
2012 wurde Brown zum Vorsitzenden der British Judo Association gewählt.